# Союз либералов Литвы
Союз либералов Литвы (лит. Lietuvos liberalų sąjunga — LLS, СЛЛ) — политическая партия Литвы правой (либеральной) ориентации, действовавшая в 1990—2002 годах.

## Идеология
Союз либералов Литвы выступал представителем экономически самостоятельных граждан. Основу программы составляли идеи либерализма: экономическая, социальная, политическая, культурная свободы, уменьшение влияния государства.

## История
Партия образовалась из действовавших в Вильнюсе Клуба либералов и в Каунасе клуба „Liberalij“a. Союза либералов основан в ноябре 1990 года. Идея, объединяющая основателей партии, сводилась к тому, что условием свободы личности является свобода страны. Большинство учредителей партии активно участвовало в деятельности Саюдиса.
В мае 1991 года в Верховном Совете (Восстановительном Сейме) десять депутатов образовали фракцию либералов. Во время выборов в Сейм 1992 года Союз либералов Литвы, ориентировавшийся на предпринимателей и другие слои экономически самостоятельных жителей, поддержали 2,1 % избирателей.
Распространение ценностей либерализма (либеральная конституционная демократия, свободный рынок, гражданское общество) способствовали росту популярности Союза либералов Литвы. На выборах в Сейм 1996 года избран один представитель Союза либералов, на выборах в советы самоуправлений 1997 года в 18 самоуправлениях в советы избрано 54 представителя Союза, на выборах в советы самоуправлений 2000 года в советы было избрано 166 кандидатов от Союза либералов Литвы. В 1997 и 2000 годах члены Союза либералов Литвы избраны мэрами восьми городов, среди прочих — мэром Клайпеды в 1997 и 2000 годах, мэром Вильнюса в 2000 году.
После того, как Роландас Паксас и его группа в 1999 году покинули Союз Отечества (Консерваторы Литвы) и влились в Союз либералов, популярность партии выросла. На выборах в Сейм в октябре 2000 года Союз либералов получил 33 мандата. Вместе с Новым союзом (социал-либералы), Союзом центра Литвы, Союзом современных христианских демократов, Избирательной акцией поляков Литвы Союз либералов образовал коалиционное правительство во главе с Роландасом Паксасом. В июне 2001 года правительство ушло в отставку из-за выхода из него министров, делегированных Новым союзом. В декабре того же из фракции либералов в Сейме вышел Паксас и ещё десять членов, вскоре образовавших Либерально-демократическую партию.
В декабре 2002 года во время выборов в советы самоуправлений Союз либералов получил 10,26 % голосов избирателей, что обеспечило 160 мандатов. В июне 2003 года Союз либералов, Союз современных христианских демократов и Союз центра Литвы объединились в Союз либералов и центра.
В 2005 году отколовшаяся от Союза либералов и центра группа членов учредили Движение либералов Литовской Республики Lietuvos Respublikos liberalų sąjūdis.

## Председатели
- Витаутас Раджвилас[лит.] (1990—1993)
- Шарунас Давайнис (1993—1995)
- Гинутис Вянцюс (1995—1996)
- Эугениюс Гентвилас (1996—1999)
- Роландас Паксас (1999–2001)
- Артурас Зуокас (2001—2003)